# Buick Open
O Buick Open foi um torneio masculino de golfe no PGA Tour. O torneio utilizava o formato de jogo por tacadas e foi disputado entre os anos de 1958 e 2009 no Warwick Hills G&CC, em Grand Blanc, Michigan. Em 1987, o jogador norte-americano Robert Wrenn estabeleceu o recorde do torneio ao marcar 262 tacadas, 26 abaixo do par.